# Teacher in Space Projekt
Teacher in Space Projekt (TISP) kezdetét Ronald Reagan elnök 1984. augusztus 27-én bejelentette. Alapvető célja az űrkutatás, a tudomány eredményességének propagálása az oktatás, a tanárok/diákok bevonásával. 

## Történetef
1985-ben különféle programok végrehajtásában több mint 11 000 tanár/diák kapott érvényesülési lehetőséget. Az űrhajósok egy-egy küldetés során 2x15 perces órákat tartottak különféle (csillagászat, meteorológia, ásványkutatás, űrrepülés) témakörökben. A Challenger-katasztrófa alkalmával a Tanár az űrben program keretében Sharon Christa McAuliffe civil tanárnő is áldozat lett. A NASA megszüntette a programot.
A NASA pályázatot hirdetett tanárok részére, hogy főállású űrhajósként nyújtsanak segítséget a  TISP folytatásában. Barbara Radding Morgan tanárnő/űrhajósnő közreműködésével az oktatási intézményeknek nyújtott szolgáltatása az STS–51–L 1986. január 28-án bekövetkezett katasztrófája után 21 évvel, az STS–118 2007. augusztus 8-án indított küldetésével új keretek közé került.
A 21. század elején a Tanár az űrben program a magánszektorban újjáéledt. Több, a világűrbe tervezett kirándulásra, a kiválasztott jelentkezők felkészítése megkezdődött.
Armadillo Aerospace, Masten Space Systems, PlanetSpace, Rocketplane Limited, Inc. és a XCOR Aerospace kereskedelmi cégek ígérnek Tanár az űrben programokat. A SpaceShipOne, Burt Rutan, Peter Diamandis és Anousheh Ansari vezette programok is támogatják a Tanár az űrben programot.
Az Amerikai Rakéta Akadémia versenyfelhívására (Wirefly X PRIZE Cup) bemutatót tartottak, majd a NASA 2009. július 20-án bejelentette az első tanárjelölt űrhajósok felkészítésének elindítását. A NASA 10 szuborbitális repülést rendelt.
2013. június 11-én az Embry-Riddle Aeronautical University (K-12 egyetemi programok) bejelentette, hogy szponzorálja a Space Frontier Alapítvány Tanár az űrben programját.